# Gli invasori (film)
Gli invasori è un film del 1961 diretto da Mario Bava.
La pellicola segnò l'inizio della collaborazione tra Bava e l'attore americano Cameron Mitchell: i due si riunirono in Sei donne per l'assassino e nuovamente ne I coltelli del vendicatore.

## Trama
Nell'anno 786, durante una scorribanda contro gli invasori nel Dorset, in Britannia, il re vichingo Arald muore e due bambini, Erik ed Eron, suoi figli, vengono divisi: il primo rimane solo e il secondo viene portato in salvo su una barca. Poco dopo anche il re Lotar di Scozia viene assassinato e la nuova regina, Alice, trova nei pressi del campo di battaglia, un bambino (si tratta di Erik) e decide di allevarlo come un suo figlio, nascondendo a tutti la verità.
Dopo venti anni, in terra vichinga, Eron si innamora di una sacerdotessa di nome Daya, ma non può sposarla a meno che non diventi re. Olaf, intanto, preme perché i Vichinghi abbiano il dominio sul Mare del Nord e viene invitato ad essere capo di guerra; per ottenere questo titolo deve scontrarsi però contro Eron, l'altro candidato, il quale lo sconfigge. Sul fronte inglese Erik, già nominato duca di Helford, viene fatto Comandante della flotta del Regno della regina Alice, la quale inoltre gli regala una croce, come portafortuna.
I Vichinghi, intanto, si sono avvicinati e si scontrano con la flotta inglese: Eron entra nel castello, favorito da Rutford, e fa prigioniera la regina ed Erik naufraga in terra vichinga dove viene salvato e nascosto da una sacerdotessa di nome Rama, che, vista la croce che porta, lo riconosce come inglese e gli dice che la regina Alice è loro prigioniera. L'indomani, alla festa del matrimonio di Eron con Daya, Erik tenta colpo di mano ma viene preso e messo ai ceppi. Liberato in seguito da Rama, che fa bere un sonnifero alle guardie, fugge con lei. Eron, venuto a sapere dell'evasione, si mette sulle loro tracce. Trovatolo, lo affronta in duello, ma durante la zuffa si accorge del segno che Erik porta sul petto, identico al suo: lo riconosce quindi come suo fratello.
Mentre Eron urla a gran voce che quello è suo fratello, un traditore lo colpisce alla gola con una freccia. A questo punto scoppia un tafferuglio generale ed Erik invade il castello, liberandolo dal perfido Rutford, che viene ucciso. Eron muore ed Erik e Rama partono con la nave.

## Distribuzione
- Uscita in Italia : 7 dicembre 1961
- Uscita in Gran Bretagna : 21 aprile 1963
- Uscita negli Usa : 12 giugno 1963
- Uscita in Francia : 10 luglio 1963